# Mesabolivar iguazu
Mesabolivar iguazu là một loài nhện trong họ Pholcidae. Loài này được phát hiện ở Brasil và Argentina.